# 미레유 페리에
미레유 페리에(프랑스어: Mireille Perrier, 1959년 11월 14일 ~ )는 프랑스의 배우이다. 레오스 카락스 감독의 《소년, 소녀를 만나다》가 잘 알려진 초기 작품으로, 벨기에, 프랑스, 독일 합작 영화인《토토의 천국》으로 조제프 플라토 상을 받았다.

## 출연 작품
- 우리의 여인들 (2015)
- 미스터 레오스 카락스 (2014)
- 루킹 포 시몬 (2011)
- 오를리 (2010)
- 포인트 블랭크 (2010)
- 어느 날 갑자기 (2007)
- 워킹 맨 (2007)
- 은총의 조각들 (2006)
- 사랑하기 위한 용기 (2005)
- 카트린 부인은 어디에? (2003)
- 스케이트장 (1998)
- 아방드르 (1998)
- 세 남매 (1994)
- 이국의 망령 (1992)
- Vies melees (1991)
- 토토의 천국 (1991)
- 더 이상 기타 소리를 들을 수 없어 (1990)
- 동정없는 세상 (1989)
- 초콜렛 (1988)
- 나쁜 피 (1986)
- 그녀는 햇빛 아래서 그 많은 시간을 보냈다 (1985)
- 소년 소녀를 만나다 (1984)